# مدال ۲۱ آذر
مدال «۲۱ آذر» مدالی است که توسط حکومت خودمختار آذربایجان در سال ۱۹۶۴ تأسیس شده بود به ۲۰ هزار نفر از شرکت کنندگان در جنبش ملی-دموکراتیک اعطا شد. پس از فروپاشی حکومت ملی، اعطای مدال نیز متوقف شد.

## درباره
در مورد ضرب این مدال در روزنامه آذربایجان که ارگان رسمی حزب دموکرات آذربایجان بود نوشته شده‌است:
در جلسه دولت ملی در ۱۸ بهمن ۱۳۲۴ مقرر شد به کسانی که به‌طور مستقیم و غیرمستقیم در جنبش مردمی شرکت داشتند، نشان «۲۱ آذر» اهدا شود.